# ضفيرة عنقية
الضفيرة العنقية أو الضفيرة الرقبية (بالإنجليزية: Cervical Plexus)‏ هي ضفيرة تتفرع من الفروع البطنية (Ventral Rami) للأعصاب الشوكية العنقية الأرابعة الأولى، المتواجدة في القطع العنقية C1 حتى C4 في الرقبة. وهي متواجدة جانبيا بالنسبة للنواتئ المستعرضة بين العضلات بين الفقرية من الجهة الإنسية (الوسطى) والفقري (العضلة الأخمعية (Scalenus) ، العضلة رافعة الكتف (Levator Scapulae)، العضلة الطحالية العنقية (Splenius Cervicis) من الجهة الجانبية. في هذه المنطقة تتم المفاغرة بين العصب المبهم الإضافي، العصب تحت اللساني، والجذع الودي.
تتواجد الضفيرة العنقية في الرقبة، عميقا تحت العضلة العضلة القصية الترقوية الخشائية. الأعصاب المتفرعة من الضفيرة العنقية تعصّب مؤخرة الرأس وبعض عضلات الرقبة. تبرز فروع الضفيرة العنقية ابتداء من المثلث الخلفي للعنق في نقطة العصب، النقطة التي تقع في منتصف الطريق باتجاه الحد الخلفي للقصي الترقوي الخشائي.

## معرض صور

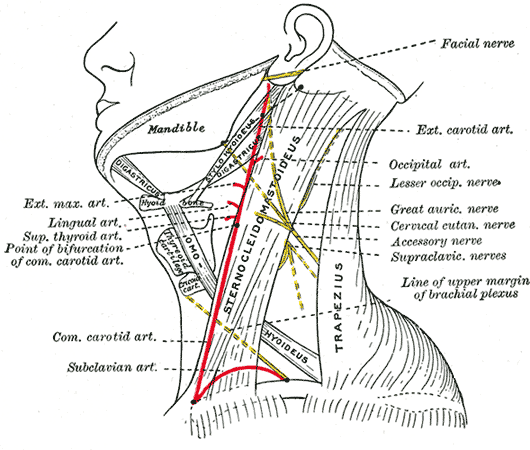
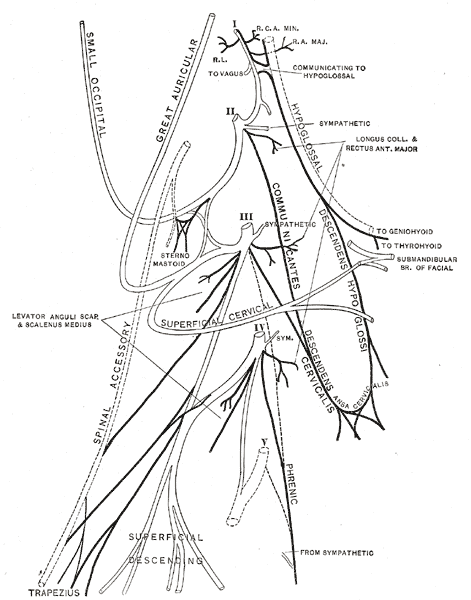
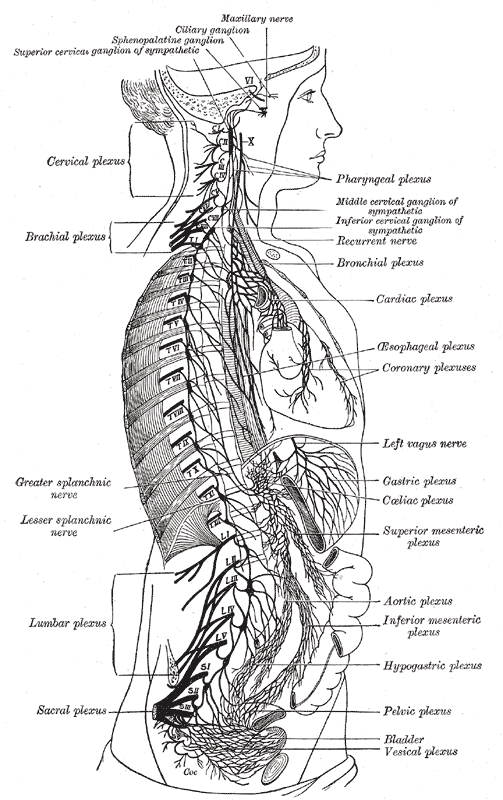
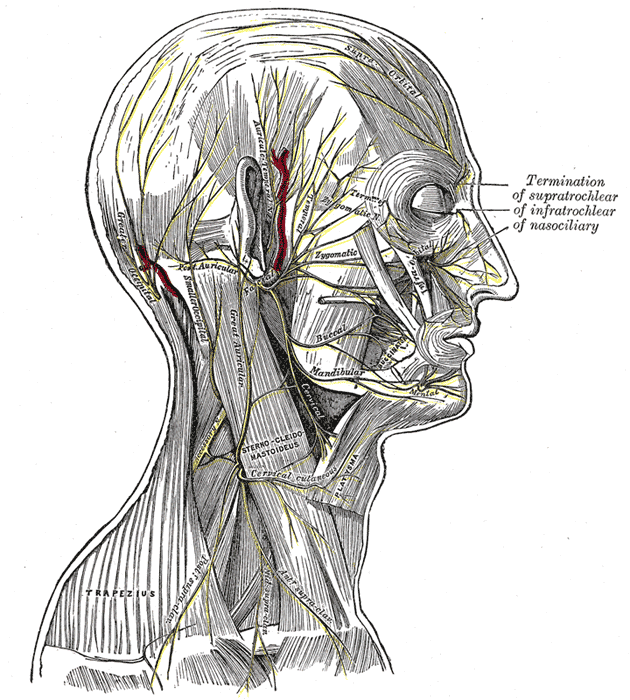